# Marquis Horr
Marquis Franklin „Bill” Horr (ur. 2 maja 1880 w Munnsville, zm. 1 lipca 1955 w Syracuse) – amerykański lekkoatleta specjalizujący się w rzucie dyskiem, rzucie młotem oraz pchnięciu kulą, uczestnik letnich igrzysk olimpijskich w Londynie (1908), dwukrotny medalista olimpijski: srebrny (w rzucie dyskiem greckim) oraz brązowy (w rzucie dyskiem).

## Kariera
W latach 1906 i 1907 dwukrotnie zdobył złote medale mistrzostw Intercollegiate Association of Amateur Athletes of America w rzucie młotem. Wielokrotnie startował w finałach mistrzostw Stanów Zjednoczonych, czterokrotnie zdobywając medale: złoty (1908) i srebrny (1906) w rzucie dyskiem oraz dwa brązowe – w pchnięciu kulą (1908) i rzucie młotem (1907). W 1908 r. reprezentował barwy Stanów Zjednoczonych na igrzyskach olimpijskich  w Londynie, występując w następujących konkurencjach: rzut dyskiem greckim (srebrny medal), rzut dyskiem (brązowy medal), rzut młotem (6. miejsce), pchnięcie kulą (6. miejsce) oraz przeciąganie liny (zawody drużynowe, 5. miejsce).

## Rekordy życiowe
- pchnięcie kulą – 13,85 m – Syracuse 12.05.1906
- rzut dyskiem – 40,68 m – Filadelfia 06.06.1908
- rzut młotem – 47,04 m – Norfolk 07.09.1907